# IK Sport
IK Sport är en Svensk bandyklubb som grundades 1963. A-lag spelar sina matcher i Division 2 "hemma" på Billingens isbana.